# Ruspina
Ruspina fue una antigua ciudad de África del Norte fundada como una colonia por los fenicios originarios de Tiro en el siglo IV a. C. El nombre de Rous Penna significa en fenicio «cabo» o quizá «península».
Se extendía a lo largo de más de ocho hectáreas sobre un sitio estratégicamente ubicado de modo que era inmune a las incursiones enemigas. Corresponde a lo que hoy en día es la ciudad de Monastir.
La ciudad de Ruspina apoyó al general cartaginés Aníbal Barca durante el transcurso de la segunda guerra púnica en el siglo III a. C. Aunque la presencia romana la sustituyó tras la caída de Cartago en el año 146 a. C., la civilización púnica continuó existiendo hasta mediados del siglo I a. C.
Por esta época, Ruspina gozaba del estatus de ciudad independiente dotada de un consejo municipal y de un gran puerto. En esta localidad se libró la conocida como batalla de Ruspina, en la que el general optimate Tito Labieno fue capaz de derrotar al futuro dictador Julio César. Aquí fue donde César se refugió con su ejército en el año 46 a. C. Ruspina, en su condición de primera ciudad de la provincia africana aliada con César, alcanzó con el general una gran prosperidad, más tarde Plinio el viejo la nombra entre las ciudades libres.
El emplazamiento arqueológico fue descubierto recientemente por el Doctor Nabil Kallala el 8 de febrero de 2008, oriundo de la ciudad de Monastir.